# Castelo de Bangor

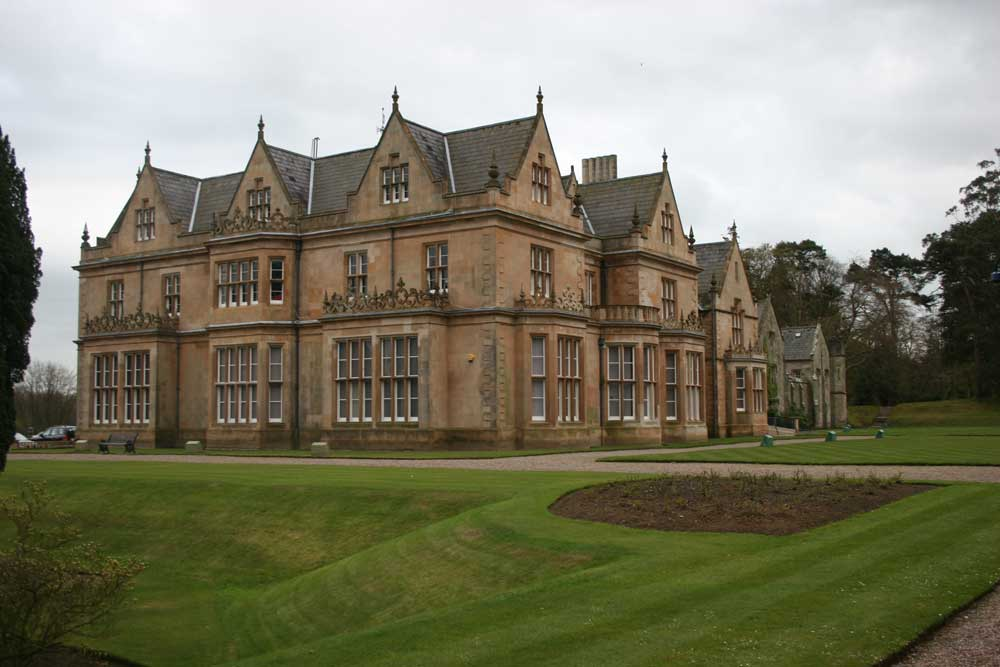
Castelo de Bangor

O Castelo de Bangor localiza-se na cidade de Bangor, no Borough de North Down, Condado de Down, na Irlanda do Norte.

## História
Foi concluído em 1852 por Robert Edward Ward, constituindo-se não apenas em um simples castelo, mas em uma elegante mansão revivendo o estilo elizabeteano-jacobita. Possui mais de 35 quartos e um vasto salão destinado originalmente a recitais de música.
A edificação e o parque na qual se inscreve foram adquiridos em meados do século XX pelo Concelho do Borough de North Down, e atualmente funcionam como a sua sede. O Grande Salão é utilizado como Câmara do Concelho.